# Marianne Nolte
Marianne Nolte (* 1953) ist eine deutsche Mathematikdidaktikerin.

## Leben
Von 1971 bis 1975 studierte sie Mathematik und Politik an der Universität Gießen (1975 erste Staatsprüfung für das Lehramt an Haupt- und Realschulen, 1975–1976 Referendariat, 2. Staatsprüfung). Nach der Promotion 1990 an der Gesamthochschule Kassel bei Klaus Heipcke und Heinz Griesel war sie von 1997 bis 2019 Professorin (C3) für Erziehungswissenschaft unter besonderer Berücksichtigung der Didaktik der Mathematik Schwerpunkt mathematischer Anfangsunterricht an der Universität Hamburg.

## Schriften (Auswahl)
- Strukturmomente des Unterrichts und ihre Bedeutung für das Lernen. Untersucht an Beispielen des Algebraunterrichts in einer lernschwachen Lerngruppe. Bad Salzdetfurth 1991, ISBN 3-88120-197-1.
- Rechenschwächen und gestörte Sprachrezeption. Beeinträchtigte Lernprozesse im Mathematikunterricht und in der Einzelbeobachtung. Bad Heilbrunn 2000, ISBN 3-7815-1086-7.
- (Hg.): Integrative Lerntherapie – Grundlagen und Praxis. Einsatzmöglichkeiten bei Kindern mit Rechenschwächen und Lese-Rechtschreibschwächen. Bad Heilbrunn 2008, ISBN 978-3-7815-1570-3.
- (Hg.): Including the highly gifted and creative students – current ideas and future directions. Proceedings of the 11th International Conference on Mathematical Creativity and Giftedness (MCG 11), 22.08.2019–24.08.2019, Universität Hamburg, Germany. Münster 2019, ISBN 978-3-95987-131-0.